# APC (protéine)
La protéine APC, de l'anglais adenomatous polyposis coli, est une molécule de régulation de la concentration en β-caténine qui agit avec la cadhérine E, laquelle intervient dans l'adhérence cellulaire. Chez l'homme, elle est codée par le gène APC, situé sur le chromosome 5. On en connaît des orthologues chez tous les mammifères pour lesquels des données génomiques complètes sont disponibles. Les mutations de ce gène peuvent conduire au cancer du côlon.
APC est un gène suppresseur de tumeurs. Les gènes de ce type empêchent la prolifération cellulaire non contrôlée, qui peut évoluer en cancer. La protéine résultant de l'expression de ce gène joue un rôle déterminant dans plusieurs processus cellulaires susceptible de conduire à une tumeur. Elle permet de contrôler la fréquence des mitoses, la façon dont une cellule adhère à ses voisines dans un tissu biologique, l'acquisition par une cellule de sa polarité, la morphogenèse des structures tridimensionnelles, ou encore le déplacement d'une cellule dans ou hors d'un tissu. Elle aide également à s'assurer que le nombre de chromosomes issu de la division cellulaire est correct. Elle assure ces diverses fonctions essentiellement en s'associant avec d'autres protéines, notamment celles qui interviennent dans l'adhérence et la signalisation cellulaire. Elle contrôle en particulier l'activité de la β-caténine, à travers les protéines Wnt. La régulation de la β-caténine empêche l'activation trop fréquente des gènes qui stimulent la division cellulaire ainsi que la croissance excessive des cellules.

## Implication dans certains cancers
La mutation la plus courante dans le cancer du côlon conduit à l'inactivation de la protéine APC. Lorsque de telles mutations sont absentes, on observe à la place des mutations qui activent la β-caténine. Les mutations de la protéine APC peuvent être congénitales ou survenir spontanément dans les cellules somatiques, souvent à la suite de mutations d'autres gènes qui réduisent les capacités de réparation de l'ADN. Pour qu'un cancer puisse se développer, il faut que les deux allèles du gène soient touchés. Les mutations de l'APC ou de la β-caténine doivent être suivies d'autres mutations pour devenir cancéreuses ; cependant, chez les porteurs de mutations inactivant l'APC, le risque de développer un cancer du côlon à 40 ans est pratiquement de 100 %.
La polypose recto-colique familiale provient de mutations congénitales du gène APC inactivant la protéine. La plupart de ces mutations produisent une protéine APC anormalement courte vraisemblablement non fonctionnelle. Cette protéine tronquée n'empêche par le développement tissulaire excessif conduisant à la formation de polypes, qui peuvent évoluer en cancer. La mutation la plus courante dans la polypose recto-colique familiale est la délétion de cinq bases dans le gène APC. La séquence de la protéine résultante est modifiée à partir du résidu 1 309.
Un autre type de mutations, qui touche environ 6 % des personnes d'origine ashkénaze, consiste en la substitution du résidu d'isoleucine en position 1 307 par un résidu de lysine, notée I1307K. Initialement classée comme sans incidence, il s'avère qu'elle accroîtrait le risque de développer un cancer du côlon.

## Structure
La protéine humaine complète compte 2 843 résidus d'acides aminés, pour une masse moléculaire de 311,6 kDa. La structure tridimensionnelle du domaine N-terminal de plusieurs de ces protéines a été élucidée à haute résolution. L'essentiel de la protéine apparaît désordonné, mais on ignore si cette grande région sans structure notable observée in vitro, qui comprend les résidus 800 à 2 843, subsiste in vivo ou bien y est stabilisée par des protéines inconnues qui interagiraient avec elle. On a par ailleurs montré que la région qui concentre les mutations autour du centre de la protéine est intrinsèquement désordonnée in vitro.